# Waltherplatz

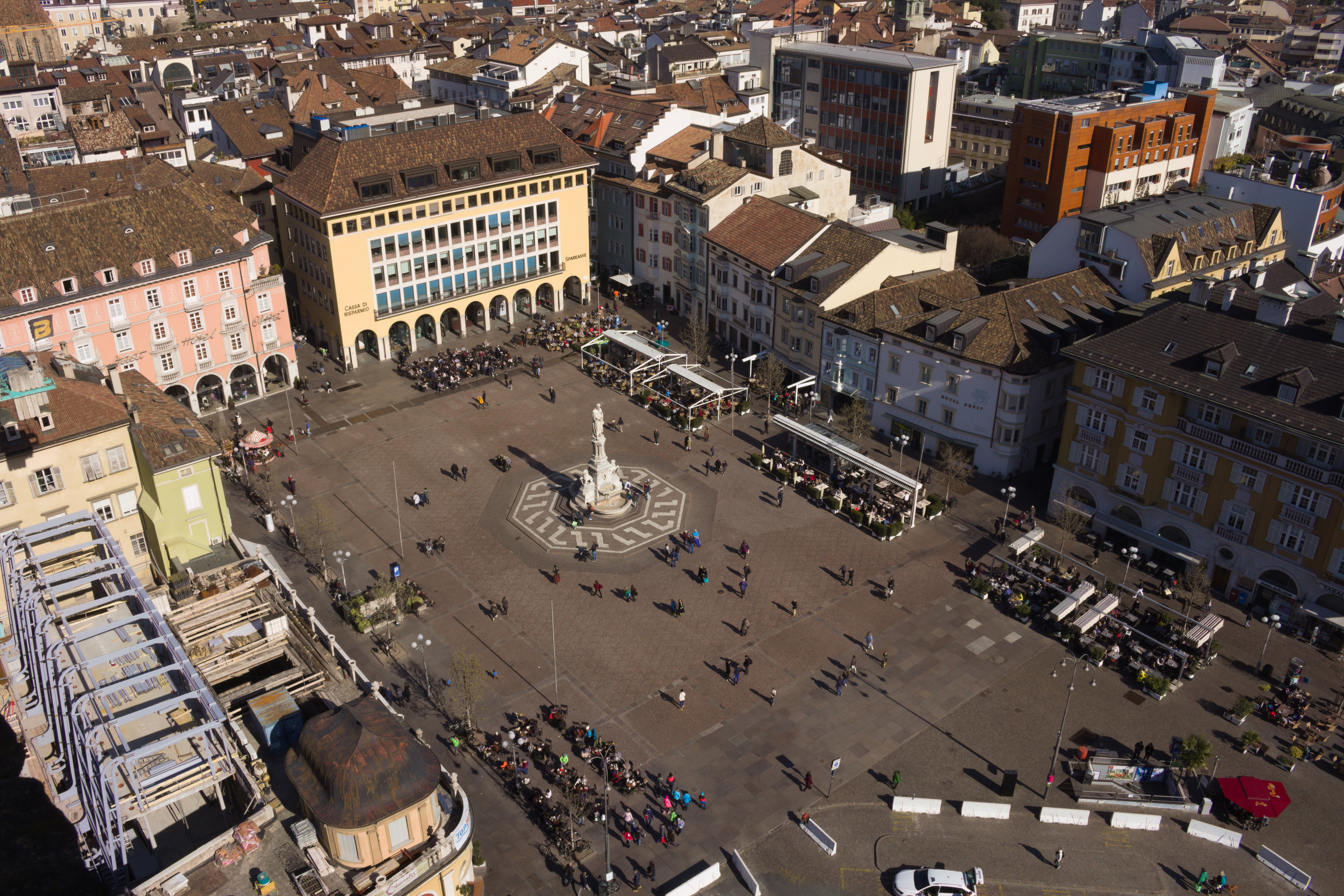
Der Platz vom Turm der Pfarrkirche Maria Himmelfahrt aus (2019)

Der Waltherplatz (italienisch Piazza Walther), ausgeschrieben Walther-von-der-Vogelweide-Platz, befindet sich im Stadtviertel Zentrum der Südtiroler Landeshauptstadt Bozen und gilt als die „gute Stube Bozens“. Seinen Namen verdankt er dem Dichter Walther von der Vogelweide, dem das von Heinrich Natter aus Laaser Marmor geschaffene Walther-Denkmal auf der Mitte des Platzes gewidmet ist. Der Waltherplatz gilt als einer der markantesten Punkte und als gesellschaftliches Zentrum der Stadt. Bedeutende Bauwerke in unmittelbarer Nähe sind unter anderem die Dompfarrkirche Maria Himmelfahrt als südliche Begrenzung, nord- und westseitig das Palais Menz, das Palais Campofranco und das von den Brüdern Alois und Gustav Ludwig 1912/13 errichtete Stadthotel sowie ostseitig das Hotel Greif (urspr. Schwarzer Greif); hinter der nördlichen Randbebauung schließt die Bozner Altstadt mit dem Kornplatz und den Lauben an.
Der Waltherplatz dient über das Jahr als Austragungsort zahlreicher Veranstaltungen. Dazu zählen etwa der Christkindlmarkt, das Südtirol Jazzfestival und der Silvesterlauf BOclassic.

## Geschichte

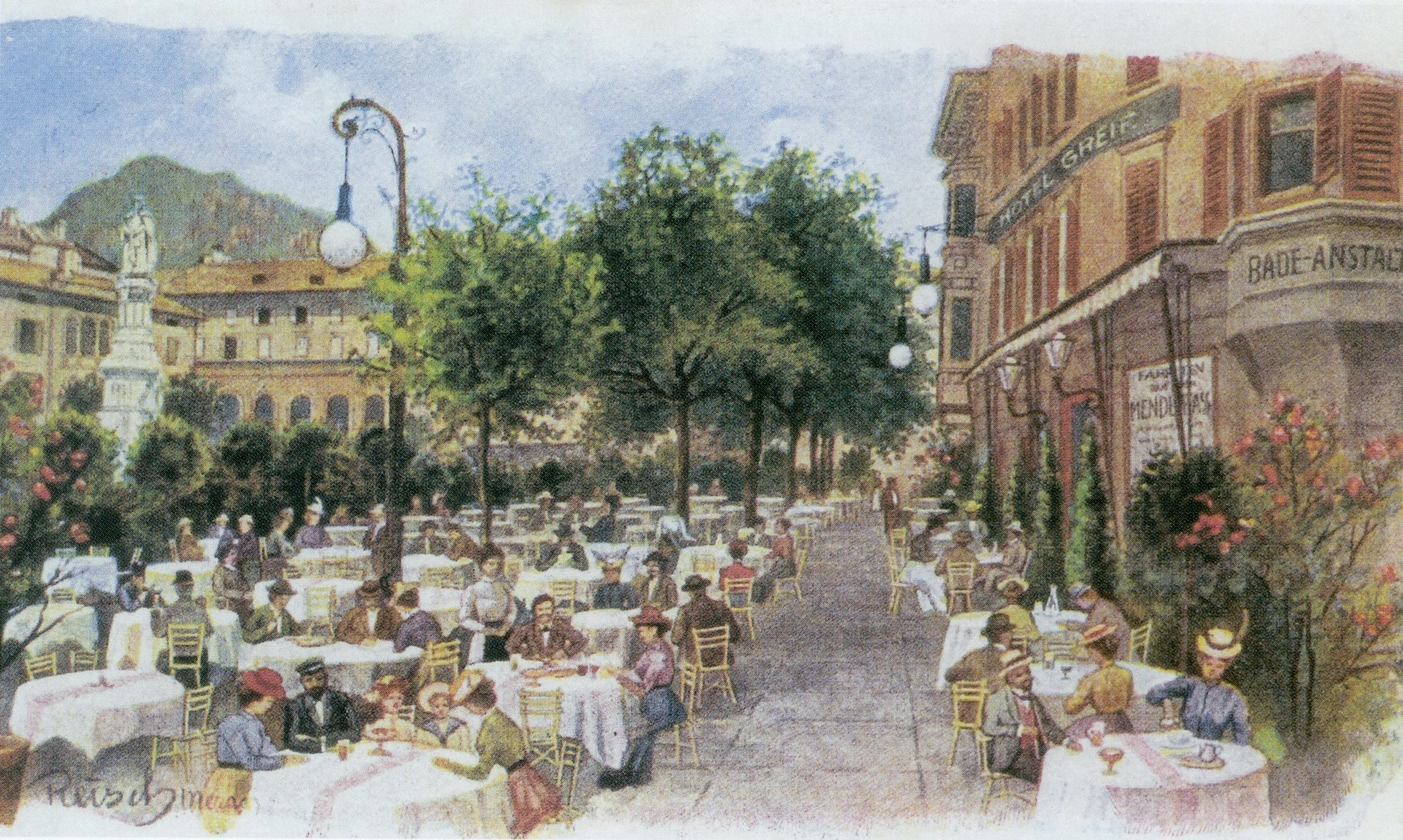
Der Waltherplatz 1894 mit dem Gastgarten des Hotels Greif

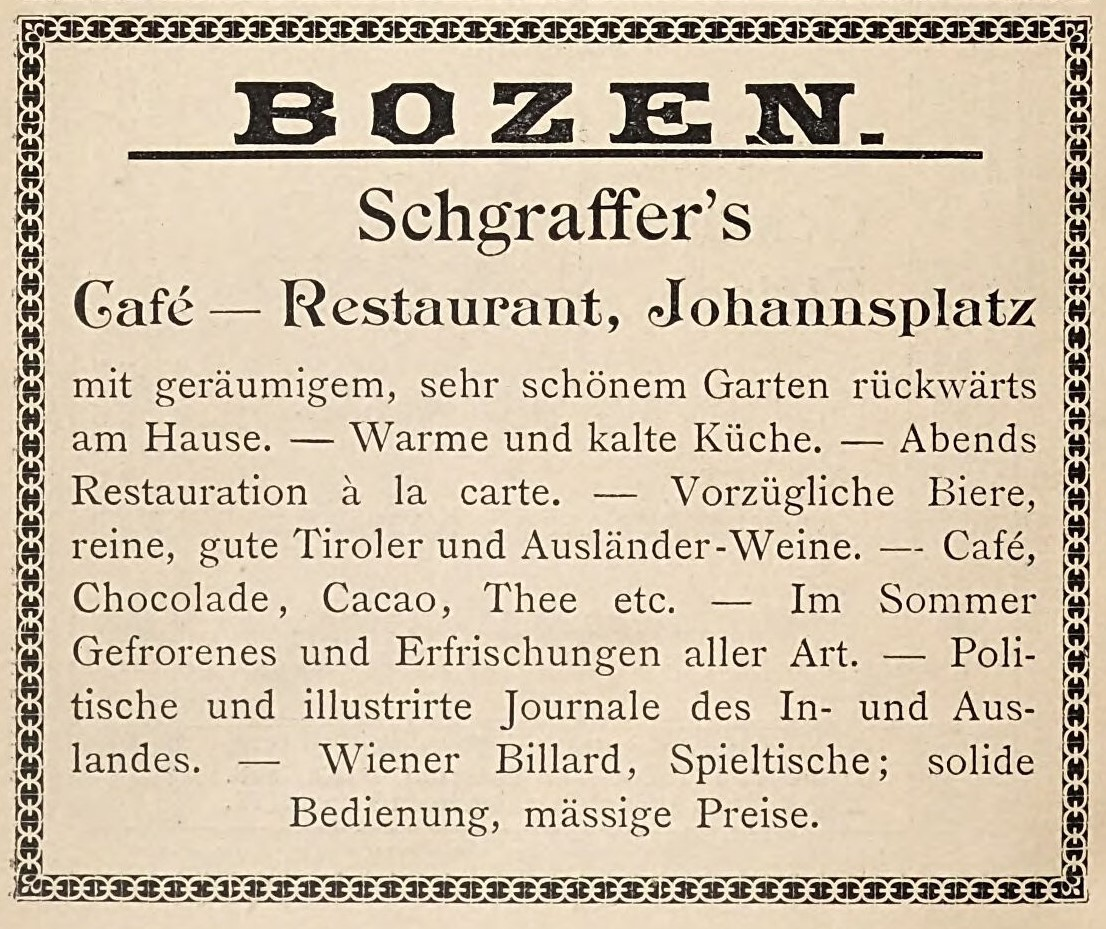
Werbeschaltung des Hotels Schgraffer am Johannsplatz, 1893

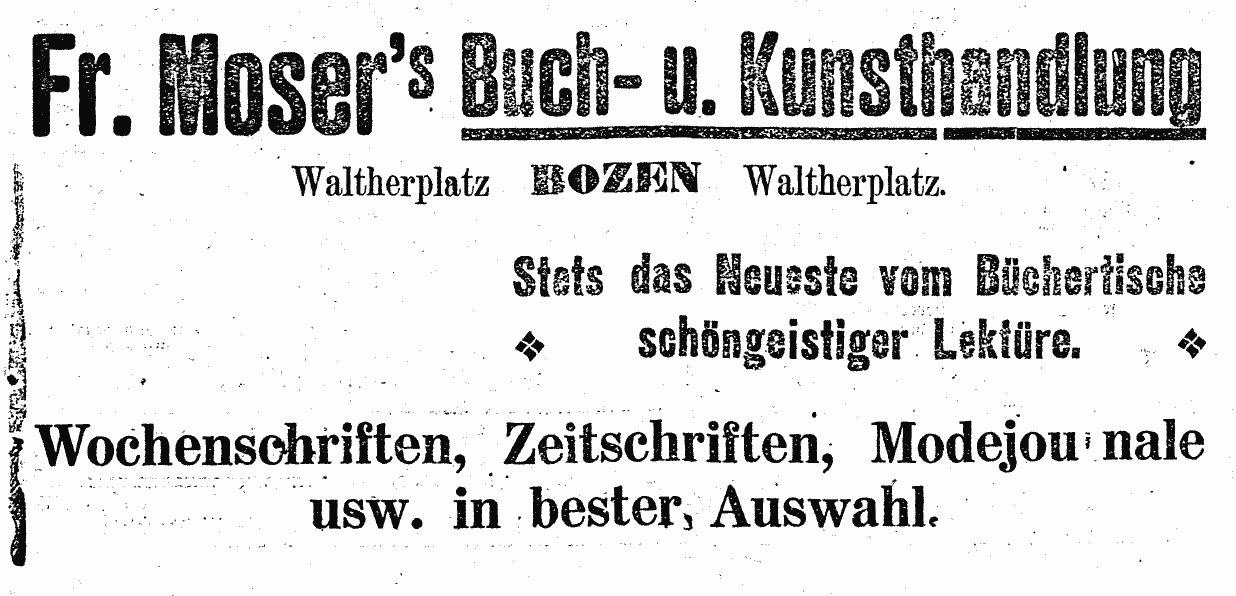
Annonce der Buchhandlung Fr. Moser am Waltherplatz, Bozner Nachrichten vom 4. Sept. 1917

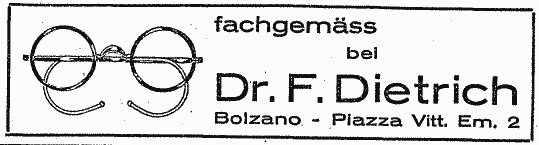
1930 erscheint der Waltherplatz nur noch als Piazza Vittorio Emanuele (Annonce der faschistischen Alpenzeitung)

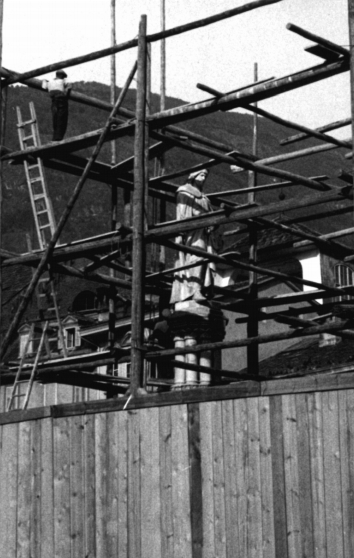
1935 wurde die Waltherstatue vom faschistischen Regime entfernt.

Der Waltherplatz lag im Mittelalter an Bozens Stadtrand, südlich von ehemaliger Stadtmauer und Altstadtbereich. Auf den älteren Stadtansichten von Ludwig Pfendter von 1607 und von Matthäus Merian von 1649 ist an Stelle des heutigen Platzes ein umfriedeter Weinberg eingezeichnet. 1808 verkaufte der bayerische König Maximilian das Weingut der Stadt Bozen, die den darauf errichteten Platz, der auch als Truppenaufmarschplatz diente, zunächst Maximilianplatz nannte, nach der Rückkehr Tirols zu Österreich in Folge des Wiener Kongresses Johannsplatz (auch Johannesplatz; benannt nach Erzherzog Johann von Österreich).
Am 15. September 1889 wurde dort die 3,30 m hohe Walther-Statue mit einem großen Fest den Bozenern vorgestellt. Das Denkmal war ein Ausdruck der „kulturnationalen Optionen der deutschliberalen Bürgerschaft in der späten Habsburgermonarchie“. Nach dem Denkmal erhielt der Platz seinen heutigen Namen. Ab 1908 befand sich hier die Endstation der Rittner Bahn.
Unter dem Faschismus wurde der Name 1925 einsprachig zur Piazza Vittorio Emanuele, dem Namen des italienischen Königs Viktor Emanuel III. 1935 erfolgte die Entfernung des Walther-Denkmals, das geringfügig modifiziert (Wappenschmuck, Inschriften) im peripher gelegenen Peter-Rosegger-Park aufgestellt wurde. 1945 wurde der Platz für kurze Zeit in Marienplatz umbenannt, bevor wieder Walther von der Vogelweide zum Namensgeber wurde. Anfang der 1980er wurde unterhalb des Waltherplatzes eine Tiefgarage (als erste in Bozen) errichtet, wodurch die Oberfläche zur Fußgängerzone umgestaltet werden konnte. 1981 kehrte das Walther-Denkmal wieder auf den Waltherplatz zurück.